# Henning Rasmussen
Henning Peter Kruse Rasmussen (født 26. maj 1926 i Viborg, død 3. marts 1997) var en dansk politiker (Socialdemokraterne) og minister.
Cand.oecon. i 1957
Medlem af Folketinget 1960-64 og igen 1981-94.
Borgmester i Esbjerg 1964-79.
- Indenrigsminister i Regeringen Anker Jørgensen IV fra 26. oktober 1979 til 30. december 1981, var også justitsminister i samme regering fra 26. oktober 1979 til 20. januar 1981.
- Indenrigsminister i Regeringen Anker Jørgensen V fra 30. december 1981 til 10. september 1982

Formand for Folketinget 1993-94